# Żmigród (gromada)
Żmigród – dawna gromada, czyli najmniejsza jednostka podziału terytorialnego Polskiej Rzeczypospolitej Ludowej w latach 1954–1972.
Gromady, z gromadzkimi radami narodowymi (GRN) jako organami władzy najniższego stopnia na wsi, funkcjonowały od reformy reorganizującej administrację wiejską przeprowadzonej jesienią 1954 do momentu ich zniesienia z dniem 1 stycznia 1973, tym samym wypierając organizację gminną w latach 1954–1972.
Gromadę Żmigród z siedzibą GRN w mieście Żmigrodzie (nie wchodzącym w skład gromady) utworzono 1 stycznia 1960 w powiecie milickim w woj. wrocławskim z obszarów zniesionych gromad Borzęcin i Powidzko w tymże powiecie. Dla gromady ustalono 27 członków gromadzkiej rady narodowej.
31 grudnia 1961, na mocy uchwały nr 20 WRN we Wrocławiu z 6 października 1961, do gromady Żmigród miano włączyć obszar zniesionej gromady Barkowo oraz wsie Radziądz, Gatka, Żmigródek i Ruda Żmigrodzka ze zniesionej gromady Żmigródek w tymże powiecie. Mimo opublikowania uchwały w Dzienniku WRN z 20 grudnia 1961, Rada Ministrów uchwałą nr 510/61 z 28 listopada 1961 odmówiła zatwierdzenia aktualnych punktów uchwały WRN, przez co do zmian tych nie doszło.
1 lipca 1968 do gromady Żmigród włączono wsie Radziądz, Ruda Żmigrodzka i Żmigródek ze zniesionej gromady Żmigródek w tymże powiecie.
Gromada przetrwała do końca 1972 roku, czyli do kolejnej reformy gminnej. 1 stycznia 1973 w powiecie milickim reaktywowano zniesioną w 1954 roku gminę Żmigród.